# Hurrikan Isaac (2012)
Hurrikan Isaac war der neunte benannte tropische Wirbelsturm der Atlantischen Hurrikansaison 2012. Das Kapverdensystem entwickelte sich in der zweiten Augusthälfte, zog über die nördlichen Inseln über dem Winde hinweg, streifte Puerto Rico und erreichte den Süden von Hispaniola als starker tropischer Sturm. Dieser zog über die Tiburon-Halbinsel und den Golf von Gonâve hinweg in westnordwestlicher Richtung zur Ostspitze Kubas. Der Sturm verbrachte nur kurze Zeit über der bergigen Region des Inselstaates und folgte dann dessen Nordküste weiter nach Nordwesten. Nach der Passage durch die Floridastraße nahm Isaac Kurs auf die westlichen Florida Keys. Nach einer Verlagerung seines Zentrums nach Westen setzte Isaac seine Wanderung nach Nordwesten durch den östlichen Golf von Mexiko fort. Am Nachmittag des 28. August erreichte Isaac in Richtung New Orleans ziehend den Status eines Hurrikans. Sich langsam vorwärtsbewegend zog Isaac im Südosten von Louisiana über Land und allmählich nordwärts entlang des Mississippi River. Am 29. August wurde Isaac zum tropischen Sturm zurückgestuft und am 30. August zum tropischen Tiefdruckgebiet. Seine tropischen Eigenschaften verlor das System am 1. September über Missouri.

## Sturmverlauf

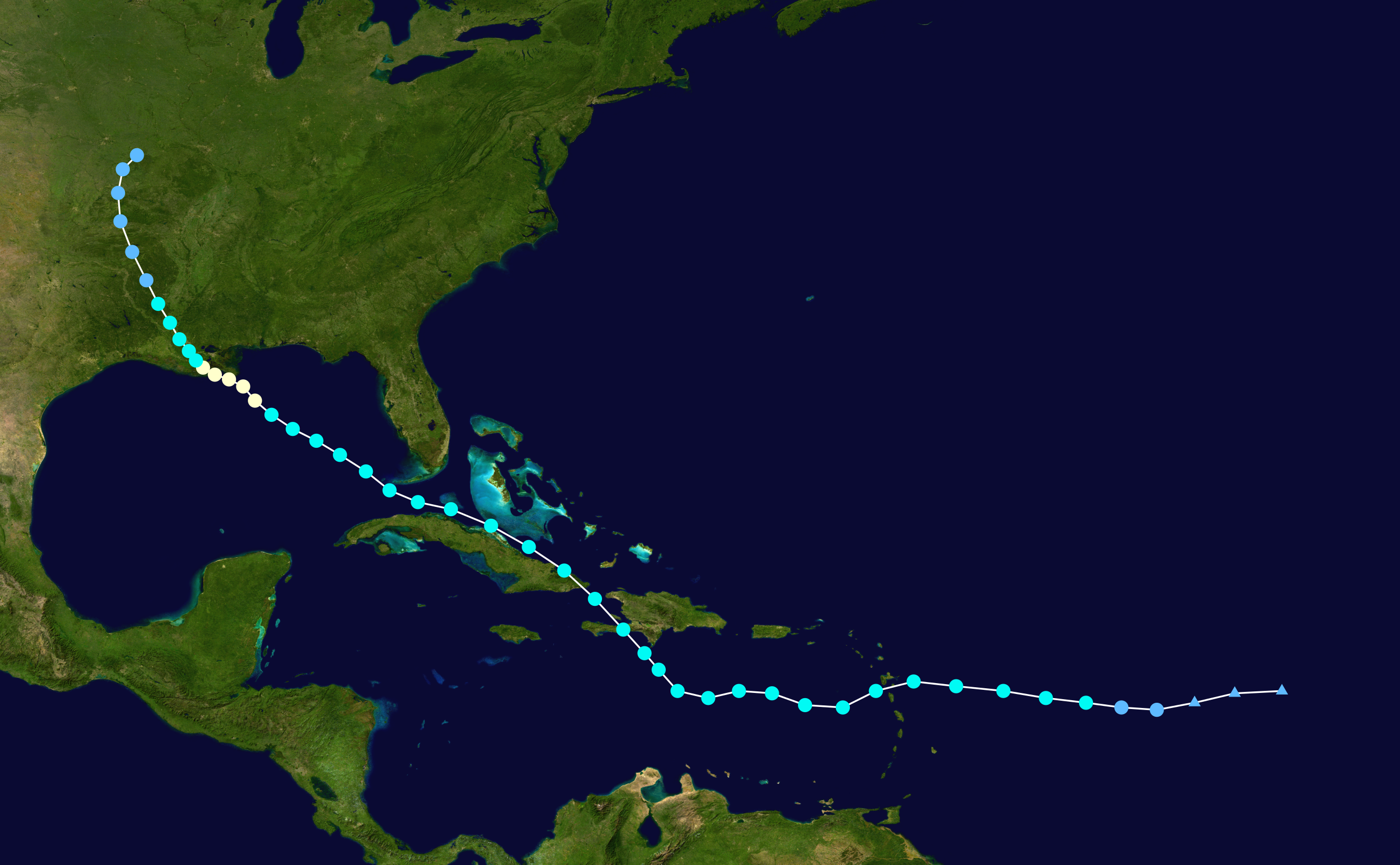
Zugbahn des Hurrikans

Isaac entwickelte sich aus einer tropischen Welle, die sich in der Nacht vom 15. zum 16. August von der Küste Afrikas löste. Im Tagesverlauf und früh am folgenden Tag bildete das System vor der Küste von Sierra Leone liegend mehr Konvektion aus, und das National Hurricane Center (NHC) begann damit, das System in seinen Tropical Weather Outlooks (TWOs) zu führen. Die weitere Organisierung des Systems kam kurz ins Stocken, doch konzentrierte sich die Gewittertätigkeit am 18. August stärker. Am 19. August erreichte die tropische Welle eine hohe Wahrscheinlichkeit für eine tropische Zyklogenese. In den beiden folgenden Tagen trat nur minimale strukturelle Verbesserung des Systems auf, obwohl die Wahrscheinlichkeit einer Wirbelsturmbildung zunahm.
Am 21. August hatten sich Konvektion und eine bodennahe Zirkulation ausreichend entwickelt, so dass das NHC das südlich eines weitgezogenen Hochdruckrückens westwärts ziehende System etwa 1150 km östlich der Leeward Islands zum neunten tropischen Tiefdruckgebiet der Saison erklärte.

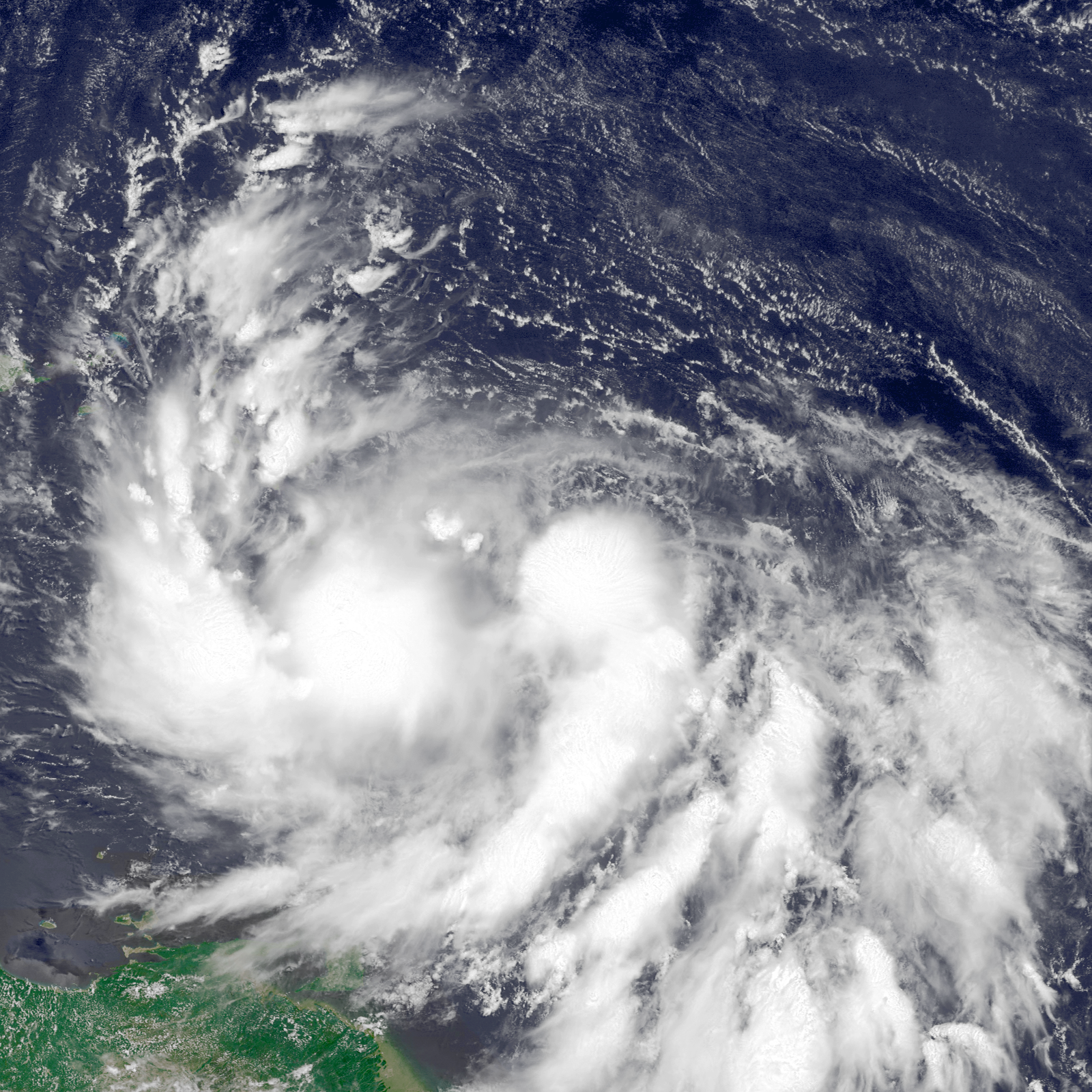
Isaac als tropischer Sturm nahe dem Antillenbogen am 22. August

Spät am 21. August wurde bei einem Erkundungsflug der Hurricane Hunters auf Flughöhe etwa 1000 Fuß über dem Boden eine Windgeschwindigkeit von 44 Knoten (84 km/h) gemessen, und auf Grundlage dieser Messung wurde das Tiefdruckgebiet vom NHC zum tropischen Sturm hochgestuft und erhielt den Namen Isaac. Doch zu diesem Zeitpunkt erschien der Sturm unorganisiert, und das Zentrum wurde nördlich der stärksten Konvektionstätigkeit festgestellt. Die Zirkulation walzte sich früh am 22. August aus, und im nordöstlichen Viertel absorbierte Isaac reichlich trockene Luft. Im Tagesverlauf zog das System direkt südlich an Guadeloupe vorbei und gelangte so in das Karibische Meer. Die trockene Luft behinderte die Konvektionstätigkeit auch in der Folge, obwohl sich Isaac allmählich besser organisierte. Spät am 23. August wurde es jedoch trotz der gut ausgebildeten Ausströmung und der deutlich erkennbaren äußeren Zirkulation schwierig, den Kern und das Zentrum des Sturms festzustellen. Der Sturm wies mehrere Wirbel auf, und die höchste, von der NOAA-Boje 42059 gemeldete, andauernde Windgeschwindigkeit von 25 bis 30 Knoten lag deutlich südwestlich des durch die Hurricane Hunters ermittelten Zentrums, das seinerseits südlich des Punktes lag, an dem das Sturmzentrum erwartet worden war.
Auch am 24. August erschien Isaac anhand der Daten der Aufklärungsflüge zunächst als gering organisiertes System, doch am Nachmittag macht der Sturm sowohl auf den Satellitenaufnahmen als auch aufgrund der bei den Aufklärungsflügen ermittelten Messwerte einen aufgeräumteren Eindruck. Der Sturm intensivierte sich und erhielt wegen einer Schwäche im subtropischen Rücken über den Vereinigten Staaten eine weiter nordwärts gerichtete Steuerungströmung. Der Luftdruck im Zentrum ging auf 994 hPa zurück, und die andauernde Windgeschwindigkeit wurden mit 55 Knoten festgesetzt, und früh am 25. August deuteten Infrarot- und Mikrowellensatellitenaufnahmen an, dass sich ein Auge zu bilden begann.

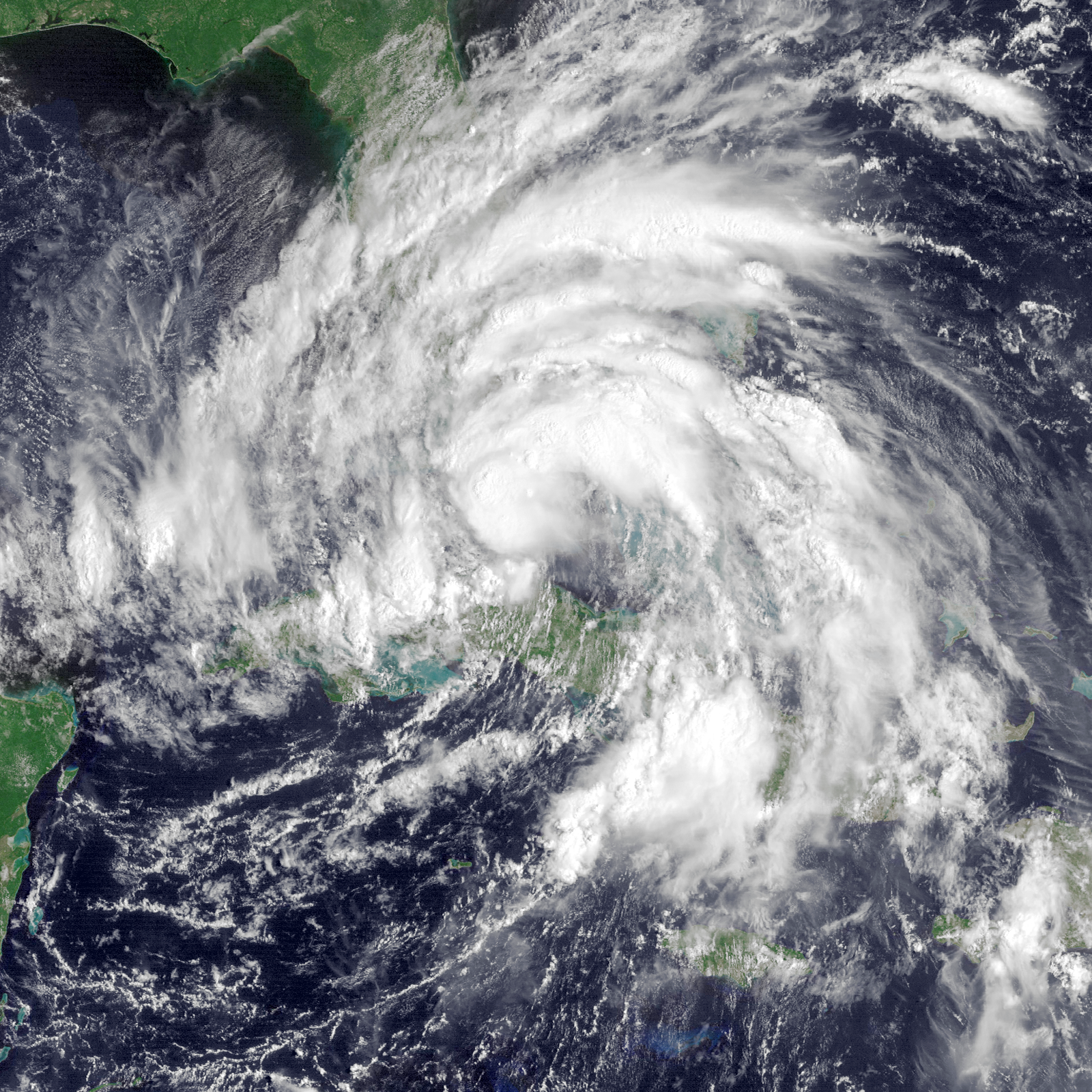
Isaac am 26. August in der Floridastraße

Die hohen Berge der Tiburon-Halbinsel wirkten sich zwar relativ gering auf die Zirkulation des Sturmes aus, doch stieg der zentrale Luftdruck auf 998 hPa, und die stärksten Windgeschwindigkeiten wurden durch die Hurricane Hunters etwa 110 bis 130 km nördlich des Zentrums gemessen. Isaac befand sich nun am südöstlichen Ende eines langen Tiefdruckgebietes, das bis zur Südspitze Floridas reichte und den Sturm in diese Richtung lenken würde. Isaac zog etwa 45 km westlich von Punta de Maisi über die Ostspitze Kubas hinweg und bewegte sich dann die nächsten beiden Tage über Wasser der Nordküste Kubas entlang, doch die Nähe zum Land behinderte die Entwicklung des Sturmes, sodass dessen Gesamteindruck auf den Satellitenbildern wenig eindrucksvoll war. Das System war Bestandteil eines großen Tiefdruckgebietes in niedriger und mittlerer Höhe in der nordwestlichen Karibik und der angrenzenden Seegebiete, in dem sich ein sekundäres Zirkulationszentrum mit Lage zwischen Kuba und den Kaimaninseln bildete. Primäres und sekundäres Zirkulationszentrum begannen, um sich gegenseitig zu rotieren. Diese Entwicklung ließ eine temporäre westwärts gerichtete Bewegung erwarten, sobald das Sturmzentrum in der Floridastraße angelangt war.

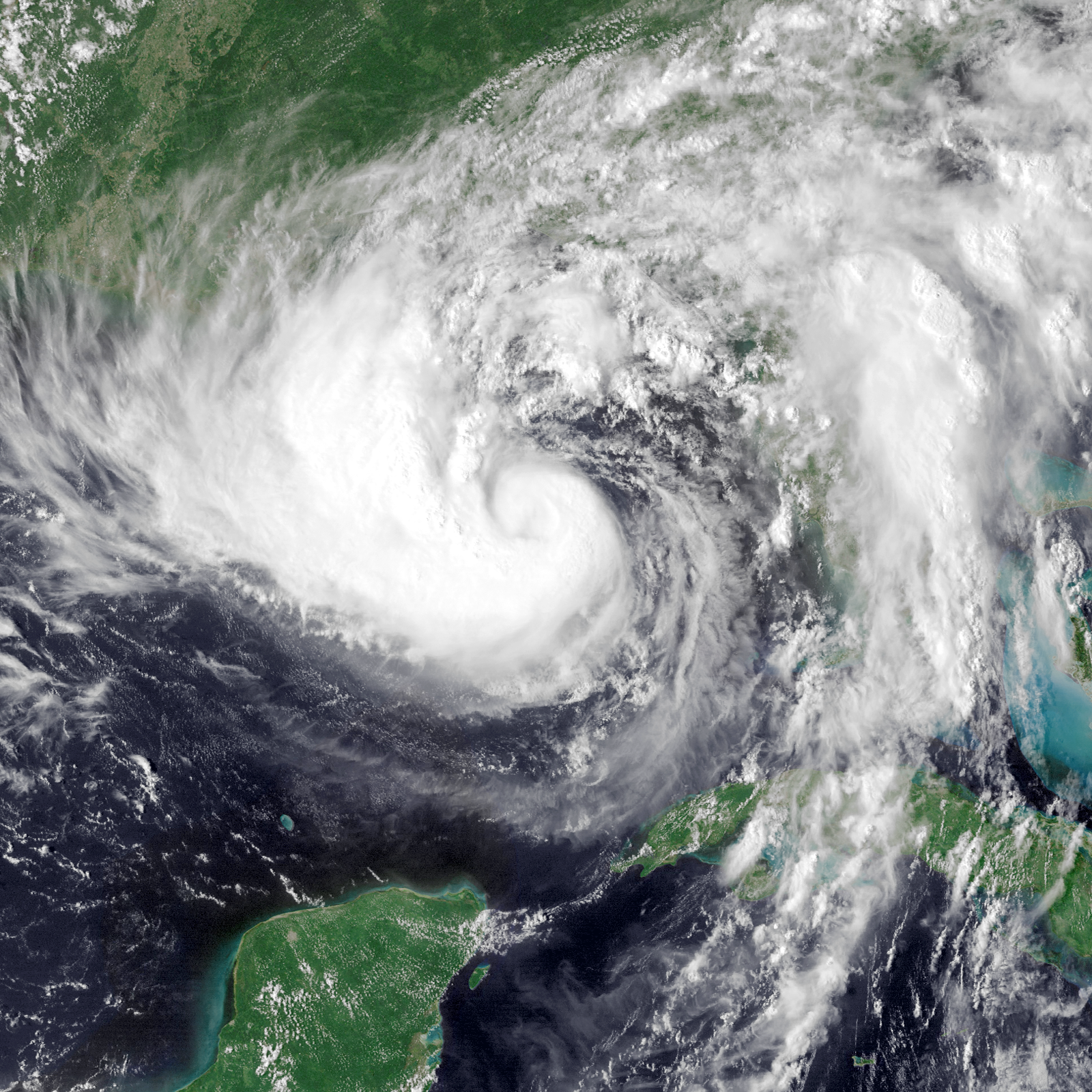
Isaac am 27. August beim Erreichen des Golfs von Mexiko

Isaac setzte dann seinen Weg in nordwestlicher Richtung durch den östlichen Golf von Mexiko fort. Über dem warmen Wasser des Loop Current organisierte sich das System zwar im Tagesverlauf des 27. August besser und der zentrale Luftdruck sank am folgenden Tag bis auf 977 hPa, doch hatte der Sturm aufgrund seiner großen Ausdehnung und südwestlicher Windscherung zunächst Schwierigkeiten, höhere Windgeschwindigkeit zu entwickeln. Ein ausgefranstes Auge, das sich im Tagesverlauf bildete, hatte keinen Bestand. Schließlich ging der zentrale Luftdruck am 28. August auf 976 hPa zurück, ohne dass der Sturm ausreichende andauernde Windgeschwindigkeiten entwickeln konnte, um als Hurrikan eingestuft zu werden. Hierfür war teilweise trockene Luft verantwortlich, die in die Zirkulation gesaugt wurde. Um 16:20 UTC am 28. August wurde bei einem Erkundungsflug der Hurricane Hunters schließlich eine Oberflächenwindgeschwindigkeit von 65 Knoten (120 km/h) festgestellt und Isaac zum Hurrikan aufgestuft. In den folgenden Stunden intensivierte sich der Hurrikan noch leicht. Nach einem ersten Landfall gegen 23:45 UTC im Mississippi River Delta etwa 110 km südlich von New Orleans über Land versprang das Zentrum des Hurrikans westwärts zurück über Wasser, bevor es schließlich bei Lafourche Parish, Louisiana endgültig über Land zog.
Orkanstärke erreichte Isaac in einem Radius von bis zu 95 km entfernt von seinem Zentrum, Sturmstärke erreichten die andauernden Windgeschwindigkeiten in einer Entfernung von bis zu 280 km. Die Vorwärtsgeschwindigkeit des Hurrikans von sieben Knoten (knapp 13 km/h) war langsam und erhöhte deswegen die Höhe der Sturmflut, deren Stand an der Küste Louisianas und Mississippis stellenweise 1,8 bis 3 m über dem Meeresspiegel reichte. Außerdem erhöhte sich durch den langanhaltenden quasistationären Starkregen mit kumulierten Niederschlagsmengen von 175 bis 300 mm, vereinzelt auch 500 mm, das Risiko von Überschwemmungen. Die Vorhersage des National Hurricane Centers ging davon aus, dass Isaac über den Bayous von Louisiana zunächst kaum an Kraft verlieren würde, dann aber im Landesinnern eine stetige Abschwächung einsetzt. Nachdem ein noch nordwestlich des Hurrikans liegender Rücken sich in Richtung Ohio Valley verlagerte, erwartete das NHC eine nordwärts gerichtete und nach dem Erreichen der Westwindzone eine nordöstliche Zugbahn.
Seine tropischen Eigenschaften verlor Isaac am 1. September über Missouri.

## Vorbereitungen

### Kleine Antillen
Mit der ersten Warnung von 09:00 UTC am 21. August wurden Vorwarnungen vor einem tropischen Sturm für die Britischen Jungferninseln, die Amerikanischen Jungferninseln und Puerto Rico sowie Saba, Sint Eustatius und Sint Maarten ausgegeben. Sturmwarnungen gaben die zuständigen Behörden für Antigua und Barbuda, Dominica, Guadeloupe, Montserrat, Saint Kitts und Nevis sowie für Saint-Martin aus, und kurz machte auch die Regierung von Anguilla die Warnung vor einem tropischen Sturm amtlich. Im Tagesverlauf wurden die Vorwarnungen für Saba, Sint Eustatius und Sint Maarten zu Sturmwarnungen hochgestuft, und gleichzeitig gab die französische Regierung eine Sturmwarnung für Martinique aus. Die Vorwarnungen für die Britischen und Amerikanischen Jungferninseln sowie Puerto Rico wurden früh am 22. August zu Sturmwarnungen erweitert, gleichzeitig warnten die US-Behörden für ihre Gebiete vor der Möglichkeit der Intensivierung in einen Hurrikan.

### Große Antillen und Bahamas

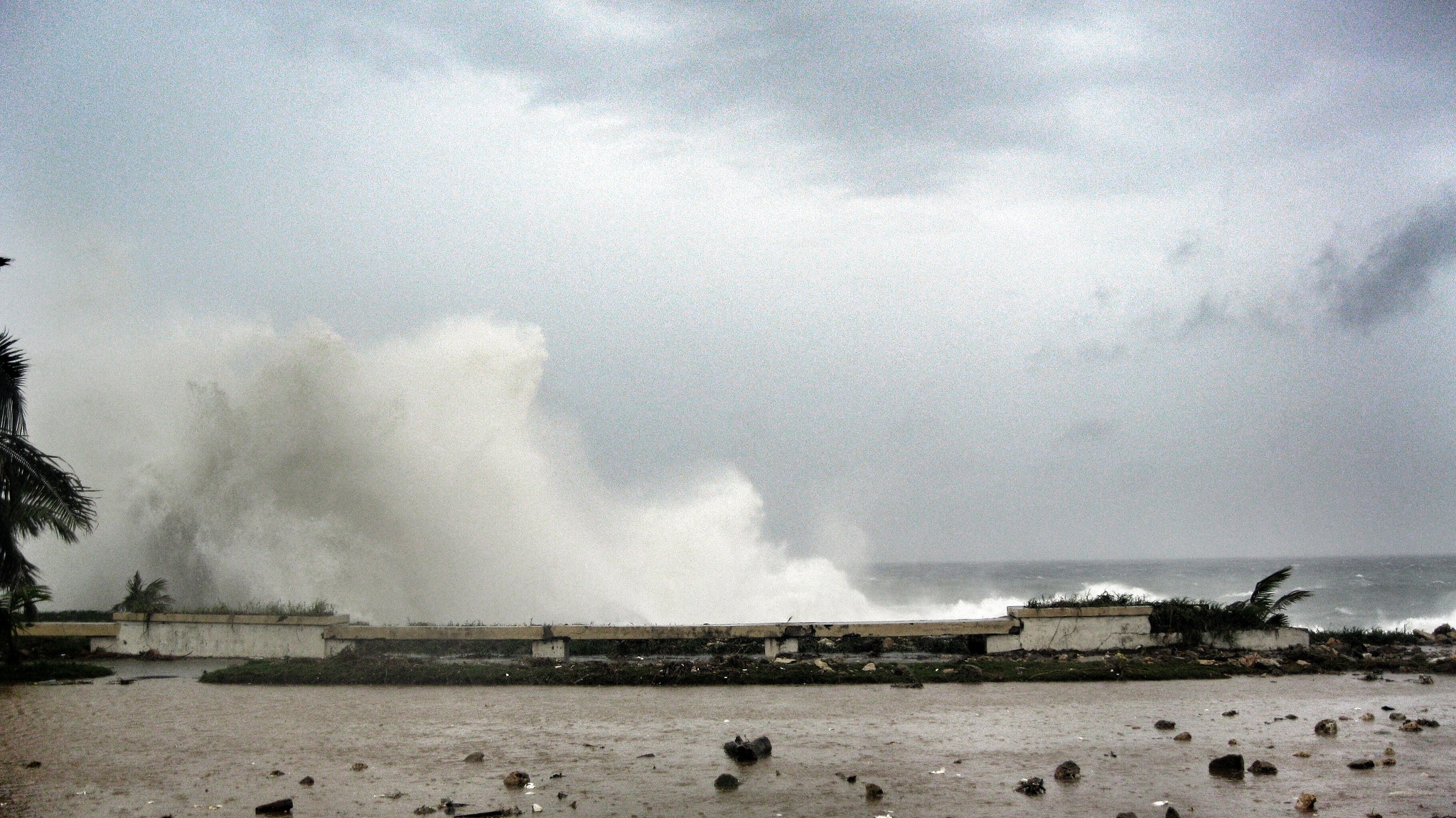
Am 24. August schlugen hohe Wellen an die Küsten Hispaniolas.

Die Regierung der Dominikanischen Republik verhängte am 22. August um 09:00 UTC eine Sturmvorwarnung für die Nordküste des Staates. Für den Abschnitt zwischen der Isla Saona und der Staatsgrenze zu Haiti an der Südseite Hispaniolas erklärte die Regierung zu dem Zeitpunkt eine Sturmwarnung mit Hurrikanvorwarnung.
Neunzig Minuten später wurde für die Insel Jamaika eine Sturmvorwarnung erklärt. Der Cayman Islands Meteorological Service stellte die Kaimaninseln früh am 25. August unter den Bereitschaftsstatus für einen tropischen Sturm. Nachdem sich erwiesen hatte, dass Isaac einen Kurs nördlich von Kuba eingeschlagen hatte, wurden die Warnungen sowohl für Jamaika als auch die Kaimaninseln aufgehoben.

### Vereinigte Staaten
Frühen Prognosen zufolge führte die erwartete Zugbahn in etwa parallel zur Halbinsel Florida, nahe an Tampa vorbei. Im Zeitraum vom Montag, dem 27. August an sollte hier die Republican National Convention stattfinden, bei der die Delegierten der Republikanischen Partei ihren Kandidaten für die Präsidentschaftswahl 2012 bestimmen werden. Zu diesem Ereignis wurden in der Stadt an der Westküste Floridas 70.000 Teilnehmer erwartet – Politiker, Delegierte, Sicherheitskräfte, Pressevertreter und Demonstranten. Jeff Masters errechnete einige Tage vor dem Beginn der Veranstaltung anhand von historischen Gegebenheiten eine Wahrscheinlichkeit von 0,2 Prozent, dass es während der Veranstaltung zu einer Evakuierung der Stadt kommen könnte, und ging, während sich der Sturm noch östlich des Antillenbogens befand, anhand der Prognosen von einer Wahrscheinlichkeit von einem bis drei Prozent aus, dass die Auswirkungen Isaacs zu einer Unterbrechung des Parteitages kommen könnte.
Für die Sicherheit des Nominierungsparteitages primär verantwortlich ist zwar der United States Secret Service, doch etwa die Hälfte der 3500 eingesetzten Polizeikräfte wurde aus dem ganzen Bundesstaat Florida zusammengezogen. Der herannahende Wirbelsturm weckte deswegen Zweifel, ob die angeforderte Zahl an Beamten tatsächlich eintreffen würde oder an ihren Heimatorten – vor allem in Südflorida – bei der Vorbereitung auf den Sturm und bei der Bewältigung der Folgen gebraucht würden. Die Nationalgarde bereitete sich deswegen vor, über die 1700 festeingeplanten Soldaten hinaus Kräfte zur Verfügung zu stellen.
Vorwarnungen vor einem tropischen Sturm wurde am 24. August um 21:00 UTC für Floridas Ostküste südlich des Jupiter Inlet, für die Westküste des Bundesstaats südlich von Bonita Springs sowie für den Lake Okeechobee und die Florida Keys ausgegeben. Die Vorwarnungen wurden früh am folgenden Tag zu Sturmwarnungen und im Bereich der Florida Keys und zwischen Ocean Reef und Bonita Springs zu einer Hurrikanvorwarnung aufgestuft. Der Bereich vom Jupiter Inlet bis zum Sebastian Inlet wurde unter eine Vorwarnung gestellt. Im Lauf des Tages wurde die Hurrikanvorwarnung zu einer Hurrikanwarnung, der Bereich südlich von Golden Beach erhielt eine Hurrikanvorwarnung. Diese Warnungen wurden am 26. August sukzessive zurückgenommen, als der Sturm in westlicher Richtung abzog.
Am 25. August um 15:00 UTC wurde die Vorwarnung für die Westküste nordwärts und westwärts erweitert bis Indian Pass und die Sturmwarnung auf den Bereich bis Tarpon Springs. Rick Scott, der Gouverneur Floridas, erklärte am 25. August für seinen Bundesstaat den Notstand. Amtrak ließ am Sonntag, dem 26. August seine beiden Zugpaare Silver Meteor und Silver Star im Abschnitt zwischen Orlando und Miami nicht verkehren.
Am Morgen des 26. August wurde schließlich die Sturmwarnung entlang der Westküste und dem Florida Panhandle bis nach Indian Pass ausgedehnt, und für die Nordküste des Golfs zwischen der Mündung des Mississippi River und Indian Pass eine Hurrikanvorwarnung erklärt, wobei die Metropolregion New Orleans zunächst ausgespart blieb. Sechs Stunden später wurde die Hurrikanvorwarnung auf die Küste Louisianas bis östlich von Morgan City erweitert, einschließlich der Metropolregion New Orleans mit dem Lake Pontchartrain. Im Tagesverlauf wurde die Hurrikanvorwarnung zwischen Morgan City, Louisiana und Destin, Florida einschließlich der Metropolregion New Orleans, dem Lake Pontchartraine und dem Lake Maurepas in eine Hurrikanwarnung umgewandelt.
Die Gouverneure von Mississippi, Louisiana und Alabama erklärten im Tagesverlauf für die in ihrem jeweiligen Verantwortungsbereich liegenden Küstenabschnitte den Notstand. Alabamas Gouverneur Robert Bentley ordnete verbindliche Evakuierungen für küstennahe und niedrig gelegene Gebiete an, doch wurde ein Teil dieser Evakuierungen wieder aufgehoben, als sich genauer eingrenzen ließ, wo Isaac über Land ziehen würde. Der Gouverneur von Louisiana, Bobby Jindal, forderte Bewohner von 15 Parishs dazu auf, ihre Häuser zu verlassen, darunter 53.000 Bewohner des St. Charles Parish bei New Orleans. Im Plaquemines Parish südlich der Stadt wurde die erzwungene Evakuierung für etwa 2000 Bewohner angeordnet. Schließlich wurden vor dem Eintreffen des Hurrikans verbindliche Evakuierungen in Teilen von acht Parishs durchgeführt. Der Gouverneur des Bundesstaates hat insgesamt 4200 Soldaten der Nationalgarde aktiviert, von denen zahlreiche in den Straßen von New Orleans patrouillierten.
Die Verwaltung des Jackson County von Mississippi ordnete am 27. August die verbindliche Evakuierung der Gebiete in diesem County südlich des U.S. Highway 90 an, was vor allem Teile von Ocean Springs, Gautier und Pascagoula betraf. Die Behörden entsandten 1500 Soldaten der Nationalgarde in die drei südlichen Countys. Die Mississippi Gaming Commission ordnete die vorübergehende Schließung von zwölf Spielcasinos an der Küste an, und die Staatspolizei verhängte für die entlang der Küste verlaufenden Abschnitte des U.S. Highway 90 vom 28. August bis 7:00 Uhr Ortszeit am 29. August ein Fahrverbot.
Das American Red Cross stelle in Louisiana an 18 Orten sowie in Mississippi und Alabama an 19 Stellen Notunterkünfte bereit.
Auf 39 Produktionsplattformen – etwa sieben Prozent der 596 Anlagen – und acht von 76 Ölbohrinseln (rund elf Prozent) im Golf von Mexiko wurden am 26. August die Arbeiten eingestellt und die Arbeiter in Sicherheit gebracht. Die US-amerikanische Förderung von Erdöl im Golf von Mexiko ging dadurch um 24 Prozent und die von Erdgas um acht Prozent zurück.

## Folgen
| Staat/Region                         | Tote   |
| Dominikanische Republik              | 05 (1) |
| Haiti                                | 19     |
| Puerto Rico                          | 00 (1) |
| Florida                              | 00 (2) |
| gesamt                               | 24 (4) |
| Angaben in Klammern: indirekte Opfer |        |

### Kleine Antillen
In Martinique fielen im Zusammenhang mit dem Sturm mindestens 80 mm Regen. Ein indirektes Opfer durch den Sturm wurde aus Bayamón, Puerto Rico gemeldet, wo eine Person bei den Vorbereitungen auf den Sturm von einem Balkon zu Tode stürzte. In Naguabo, Puerto Rico führte die Überschwemmung küstennaher Bereiche zur Sperrung einer Straße. Auf der Insel verursachte der Sturm verbreitet Stromausfälle.

### Große Antillen
Eine Anhörung im Vorverfahren gegen fünf auf der Guantanamo Bay Naval Base inhaftierte Personen wegen der mutmaßlichen Verwicklung in die Anschläge vom 11. September 2001 wurde wegen der Annäherung Isaacs abgesagt, und die bereits eingetroffenen Richter, Verteidiger, Übersetzer, zugelassenen Pressevertreter und Zuschauer aus Reihen der Angehörigen von bei den Anschlägen gestorbenen Personen wurden wieder ausgeflogen.
Mindestens 19 Menschen starben durch die Auswirkungen des Sturms in Haiti, zumeist weil Bauwerke über ihnen einstürzten. Sechs weitere Personen werden vermisst und 22 Personen wurden nach Behördenangaben verletzt. Der Rivière Grise trat nördlich von Port-au-Prince über die Ufer und überflutete Cité Soleil. Rund 300 Hütten wurden abgedeckt, und die Armensiedlung bis zu einem Meter hoch überflutet. Nach Angaben des Roten Kreuzes waren von Überflutungen durch Starkregen und das Hochwasser des Flusses 1600 Haushalte betroffen, einschließlich solcher in Notunterkünften. Am Montag, zwei Tage nach dem Durchzug des Sturms, lagen dem Zivilschutz Haitis Meldungen über 2346 beschädigte und 335 zerstörte Wohnhäuser vor.
Hilfsorganisationen befürchten, dass in den seit dem Erdbeben von 2010 genutzten Notunterkünften durch Überflutungen und schlechte sanitäre Bedingungen die seit 2010 andauernde Choleraepidemie wieder aufflackern wird, durch die bereits vor dem Durchzug des Sturms mehr als 7000 Haitianer gestorben waren. Ärzte ohne Grenzen hat deswegen in Carrefour südlich von Port-au-Prince ein Cholera-Behandlungszentrum mit 275 Betten wieder in Betrieb genommen. Des Weiteren besteht Sorge über die Versorgung mit Grundnahrungsmitteln, weil in den ländlichen Gebieten ein großer Teil der Ernte zerstört wurde.
In der Dominikanischen Republik kamen fünf Personen ums Leben, drei von ihnen ertranken. Es wurden etwa 7800 Bewohner niedriggelegener Gebiete evakuiert. Nach Behördenangaben wurden 49 Häuser durch die Auswirkungen des Sturmes zerstört.
In Kuba war vor allem die Stadt Baracoa im äußersten Osten der Insel betroffen. Tsunami-artige Wellen, starke Niederschläge und Windspitzen bis 80 km/h beschädigten 89 Wohnhäuser und 16 staatliche Einrichtungen. Meist wurden Dächer teilweise oder vollständig abgedeckt. 19 Häuser brachen teilweise und vier vollständig zusammen. Auch das Strom- und Telefonnetz wurde in Mitleidenschaft gezogen. Fünf Personen wurden verletzt. Todesfälle waren nicht zu beklagen. Auch aus den Provinzen Holguín, Guantánamo, Santiago de Cuba und Granma wurden Schäden an Wohnhäusern und Elektrizitätsversorgung gemeldet. Zahlreiche Flüsse sind über das Ufer getreten. In anderen Landesteilen, wie der zentralkubanischen Provinz Villa Clara, freute man sich dagegen über gut gefüllte Staubecken.

### Vereinigte Staaten
Als Folge der Gefährdung Floridas durch Isaac stiegen die Preise für Orangen. Der Bundesstaat trägt mehr als 75 Prozent der jährlichen Orangenernte in den Vereinigten Staaten bei. Außerdem wurde der Parteitag der Republikaner in Tampa kurz nach Eröffnung um einen Tag unterbrochen.
In Florida wurden im Zusammenhang mit dem Sturm zwei Personen bei Verkehrsunfällen getötet.
Das Festland der nördlichen Golfküste traf der Hurrikan in der Kategorie 1 der Saffir-Simpson-Hurrikan-Windskala, fast auf den Tag genau sieben Jahre nachdem unweit Hurrikan Katrina ebenfalls auf die Küste Louisianas getroffen war. Katrina war beim Erreichen des Festlandes in die Kategorie 3 eingestuft. 2005 wurden einige der Deiche überspült oder gaben nach, die das teilweise unter dem Meeresspiegel liegende New Orleans schützen sollten, und zudem versagten Pumpanlagen, so dass ein großer Teil der Stadt vollgelaufen war. Seitdem investierte das United States Army Corps of Engineers rund 14,5 Milliarden US-Dollar in den Ausbau eines 214 km langen Systems von Deichen, Schutzmauern, Absperrtoren und Pumpenanlagen. Hurrikan Isaac stellte die erste Bewährungsprobe für dieses erneuerte System dar.
Eine etwa zweieinhalb Meter hohe Levee, wie ein Flussdeich in den Vereinigten Staaten bezeichnet wird, wurde im Plaquemines Parish etwa 150 km flussabwärts von New Orleans, um gut einen Meter von der Sturmflut überspült. Dieser Deich gehörte nicht zu dem ausgebauten System. Zwar war Hurrikan Katrina deutlich stärker, doch erstreckte sich das Windfeld Isaacs beim Landfall weiter und reichte in Sturmstärke von Morgan City im Westen bis zur Staatsgrenze zwischen Mississippi und Alabama im Osten, was zu einer stärkeren Sturmflut führte. Die Sturmflut erreichte in Shell Beach in Louisiana einen Stand von 3,25 m über dem mittleren Meeresspiegel und in Waveland, Mississippi stieg das Wasser auf 2,25 m über den mittleren Meeresspiegel, doch an manchen Stellen im Südosten Louisianas verzeichneten die Behörden Wasserstände von bis zu 4,2 m über dem mittleren Meeresspiegel.
In Louisiana waren am 29. August rund 400.000 Haushalte ohne Versorgung mit elektrischem Strom – etwa ein Drittel davon in New Orleans –, doch konnte der Versorger Entergy seine Techniker aufgrund hoher Windgeschwindigkeiten zunächst nicht ins Terrain schicken, um heruntergerissene Stromleitungen zu reparieren. Am 30. August waren in Arkansas, Alabama, Louisiana und Mississippi insgesamt 915.000 Kunden ohne elektrischen Strom.
Die feuchte Luft, die mit Isaac assoziiert war, führte in Teilen der Vereinigten Staaten zu teils enormen Niederschlagsmengen. Diese beliefen sich verbreitet auf 100 bis 200 mm, in Florida, Louisiana und Mississippi örtlich über 300 mm. Die höchsten Werte wurden mit 510 mm in New Orleans, 433 mm nördlich von Kiln, Mississippi, 479 mm in Wilmer, Alabama und 422 mm bei Vero Beach, Florida gemessen.

## Belege
1. ↑  Todd Kimberlain und John Zelinsky: Tropical Weather Outlook. National Hurricane Center, 16. August 2012, abgerufen am 25. August 2012 (englisch).
2. ↑  Eric Blake: Tropical Weather Outlook. National Hurricane Center, 17. August 2012, abgerufen am 25. August 2012 (englisch).
3. ↑  John Cangialosi: Tropical Weather Outlook. National Hurricane Center, 18. August 2012, abgerufen am 25. August 2012 (englisch).
4. ↑  Eric Blake: Tropical Weather Outlook. National Hurricane Center, 19. August 2012, abgerufen am 25. August 2012 (englisch).
5. ↑  Eric Blake und Richard Pasch: Tropical Weather Outlook. National Hurricane Center, 21. August 2012, abgerufen am 25. August 2012 (englisch).
6. ↑  Stacy R. Stewart: Tropical Depression NINE Public Advisory 1. National Hurricane Center, 21. August 2012, abgerufen am 23. August 2012 (englisch).
7. ↑  Jack Beven: Tropical Storm Isaac Discussion Number 3. National Hurricane Center, 21. August 2012, abgerufen am 25. August 2012 (englisch).
8. ↑  Jack Beven: Tropical Storm Isaac Discussion Number 6. National Hurricane Center, 22. August 2012, abgerufen am 25. August 2012 (englisch).
9. ↑  Jack Beven: Tropical Storm Isaac Discussion Number 7. National Hurricane Center, 22. August 2012, abgerufen am 25. August 2012 (englisch).
10. ↑  Stacy Stewart: Tropical Storm Isaac Discussion Number 9. National Hurricane Center, 23. August 2012, abgerufen am 23. August 2012 (englisch).
11. ↑  Jack Beven: Tropical Storm Isaac Discussion Number 10. National Hurricane Center, 23. August 2012, abgerufen am 25. August 2012 (englisch).
12. ↑  Jack Beven: Tropical Storm Isaac Discussion Number 11. National Hurricane Center, 23. August 2012, abgerufen am 25. August 2012 (englisch).
13. ↑  Michael Brennan: Tropical Storm Isaac Discussion Number 13. National Hurricane Center, 24. August 2012, abgerufen am 26. August 2012 (englisch).
14. ↑  Jack Beven: Tropical Storm Isaac Discussion Number 14. National Hurricane Center, 24. August 2012, abgerufen am 26. August 2012 (englisch).
15. ↑  Michael Brennan: Tropical Storm Isaac Discussion Number 15. National Hurricane Center, 24. August 2012, abgerufen am 26. August 2012 (englisch).
16. ↑  Stacey Stewart: Tropical Storm Isaac Discussion Number 16. National Hurricane Center, 24. August 2012, abgerufen am 26. August 2012 (englisch).
17. ↑  Michael Brennan: Tropical Storm Isaac Discussion Number 17. National Hurricane Center, 25. August 2012, abgerufen am 26. August 2012 (englisch).
18. ↑  Jack Beven: Tropical Storm Isaac Discussion Number 18. National Hurricane Center, 25. August 2012, abgerufen am 26. August 2012 (englisch).
19. 1 2 3  Peter Orsi:  Tropical Storm Isaac douses Haiti, killing 3; heads into Cuba, then is aimed at Florida (Memento des Originals vom 25. August 2012 im Internet Archive), 25. August 2012. Abgerufen am 27. August 2012 (englisch).  Info: Der Archivlink wurde automatisch eingesetzt und noch nicht geprüft. Bitte prüfe Original- und Archivlink gemäß Anleitung und entferne dann diesen Hinweis.
20. ↑  Jack Beven: Tropical Storm Isaac Discussion Number 19. National Hurricane Center, 25. August 2012, abgerufen am 27. August 2012 (englisch).
21. ↑  Michael Brennan: Tropical Storm Isaac Discussion Number 25. National Hurricane Center, 27. August 2012, abgerufen am 28. August 2012 (englisch).
22. ↑  Stacy Stewart: Tropical Storm Isaac Discussion Number 26. National Hurricane Center, 27. August 2012, abgerufen am 28. August 2012 (englisch).
23. ↑  Stacy Stewart: Tropical Storm Isaac Discussion Number 30. National Hurricane Center, 28. August 2012, abgerufen am 28. August 2012 (englisch).
24. ↑  Stacey Stewart und Jack Beven: Hurricane Isaac Tropical Cyclone Update. National Hurricane Center, 28. August 2012, abgerufen am 28. August 2012 (englisch).
25. 1 2  Daniel Brown: Tropical Storm Isaac Discussion Number 32. National Hurricane Center, 29. August 2012, abgerufen am 29. August 2012 (englisch).
26. ↑  Daniel Brown: Tropical Storm Isaac Discussion Number 32. National Hurricane Center, 29. August 2012, abgerufen am 29. August 2012 (englisch).
27. ↑  Richard Pasch und Dave Roberts: Hurricane ISAAC Public Advisory 13. National Hurricane Center, 29. August 2012, abgerufen am 29. August 2012 (englisch).
28. 1 2  Kong / Hydrological Prediction Center: Post-Tropical Cyclone ISAAC Public Advisory Nr. 46. National Hurricane Center, 1. September 2012, archiviert vom Original am 3. September 2012; abgerufen am 23. April 2024 (englisch).
29. ↑  Stacy Stewart: Tropical Depression Nine Advisory Number 1. National Hurricane Center, August 2012, abgerufen am 25. August 2012 (englisch).
30. ↑  Stacy Stewart: Tropical Depression Nine Tropical Cyclone Update. National Hurricane Center, 21. August 2012, abgerufen am 25. August 2012 (englisch).
31. ↑  John Beven II: Tropical Depression Nine Advisory Number 2. National Hurricane Center, 21. August 2012, abgerufen im August 2012.
32. ↑  Richard Pasch: Tropical Storm Isaac Advisory Number 4. National Hurricane Center, 22. August 2012, abgerufen am 25. August 2012 (englisch).
33. ↑  Stacy Stewart: Tropical Storm Isaac Advisory Number 5. National Hurricane Center, 22. August 2012, abgerufen am 26. August 2012 (englisch).
34. ↑  Michael Brennan: Tropical Storm Isaac Tropical Cyclone Update. National Hurricane Center, 24. August 2012, abgerufen am 26. August 2012 (englisch).
35. 1 2  Stacy Stewart: Tropical Storm Isaac Advisory Number 16. National Hurricane Center, 25. August 2012, abgerufen am 25. August 2012 (englisch).
36. ↑  Michael Brennan: Tropical Storm Isaac Advisory Number 16-A. National Hurricane Center, 25. August 2012, abgerufen am 26. August 2012 (englisch).
37. ↑  John Beven II: Tropical Storm Isaac Tropical Cyclone Update. National Hurricane Center, 25. August 2012, abgerufen am 26. August 2012 (englisch).
38. ↑  Jeff Masters: The odds of a hurricane spoiling the Republican National Convention in Tampa. Wunderground.com, 14. August 2012, abgerufen am 28. August 2012 (englisch).
39. ↑   Isaac could wreck security plans for Republican convention, Detroit Free Press, 24. August 2012. Abgerufen am 28. August 2012 (englisch).
40. ↑  John Beven II: Tropical Storm Isaac Advisory Number 15. National Hurricane Center, 24. August 2012, abgerufen am 27. August 2012 (englisch).
41. ↑  Michael Brennan und David Roberts: Tropical Storm Isaac Advisory Number 17. National Hurricane Center, 24. August 2012, abgerufen am 25. August 2012 (englisch).
42. ↑  Daniel Brown und Eric Blake: Tropical Storm Isaac Advisory Number 20. National Hurricane Center, 25. August 2012, abgerufen am 27. August 2012 (englisch).
43. ↑  Amtrak Silver Service Impacted by Approaching Tropical Storm Isaac. Abgerufen am 26. August 2012 (englisch).
44. ↑  Michael Brennan: Tropical Storm Isaac Advisory Number 21. National Hurricane Center, 26. August 2012, abgerufen am 27. August 2012 (englisch).
45. ↑  Richard Pasch und Dave Roberts: Tropical Storm Isaac Advisory Number 22. National Hurricane Center, 26. August 2012, abgerufen am 27. August 2012 (englisch).
46. ↑  Richard Pasch und Dave Roberts: Tropical Storm Isaac Advisory Number 23. National Hurricane Center, 26. August 2012, abgerufen am 27. August 2012 (englisch).
47. 1 2  Paloma Esquivel:  Gulf Coast prepares for Isaac; thousands told to evacuate, Los Angeles Times, 26. August 2012. Abgerufen am 27. August 2012 (englisch).
48. 1 2 3 4 5 6 7  John Schwartz, Campbell Robertson und Marc Santora:  Isaac Hits Land With Force, in Test of Post-Katrina Levees, The New York Times, 29. August 2012 (englisch).
49. ↑  Jackson Co. orders mandatory evacuation south of Hwy 90. WLOX TV, abgerufen am 28. August 2012 (englisch).
50. ↑  Isaac poised for Gulf landfall near Katrina anniversary. CNN, 27. August 2012, abgerufen am 28. August 2012 (englisch).
51. ↑   Energy companies evacuate oil rigs, slash production, as Tropical Storm Isaac approaches Gulf (Memento des Originals vom 5. September 2012 im Internet Archive), The Washington Post, 26. August 2012. Abgerufen am 27. August 2012 (englisch).
52. ↑  Carlisle Baptiste:  Tropical Storm Isaac churns into eastern Caribbean (Memento des Originals vom 29. August 2012 im Internet Archive), Seattle Post-Intelligencer, 22. August 2012. Abgerufen am 27. August 2012 (englisch).
53. 1 2  Tom Brown:  Storm Isaac threatens Caribbean, U.S. Republican Convention, Reuters, 22. August 2012. Abgerufen am 26. August 2012 (englisch).
54. 1 2   Gov't official says Haiti death toll after Tropical Storm Isaac jumps to 19 (Memento des Originals vom 28. August 2012 im Internet Archive), Washington Post, 27. August 2012. Abgerufen am 28. August 2012 (englisch).
55. 1 2  Jacqueline Charles:  Isaac death toll rises in Haiti, The Miami Herald, 27. August 2012. Abgerufen am 28. August 2012 (englisch).
56. ↑  Tsunamiartige Wellen treffen auf Kuba (Video), Welt Online vom 26. August 2012
57. ↑  Cuantifican daños provocados por Isaac en Baracoa, Radio Baracoa vom 26. August 2012
58. ↑  Estrategia eficiente y racional ante Isaac (Seite nicht mehr abrufbar, festgestellt im Juli 2025. Suche in Webarchiven)  Info: Der Link wurde automatisch als defekt markiert. Bitte prüfe den Link gemäß Anleitung und entferne dann diesen Hinweis., Granma vom 27. August 2012
59. ↑  Unterbrechung des Parteitags der US-Republikaner in Tampa wegen Hurricane  Der Spiegel, 27. August 2012
60. ↑  Sonja Isger, Cynthia Roldan, Charles Elmore, Eliot Kleinberg, Kimberly Miller und Christine Stapleton:  As residents cope with major flooding, more rain threatens (Seite nicht mehr abrufbar. Suche in Webarchiven), The Palm Beach Post, 27. August 2012. Abgerufen am 28. August 2012 (englisch).  Info: Der Link wurde automatisch als defekt markiert. Bitte prüfe den Link gemäß Anleitung und entferne dann diesen Hinweis.
61. ↑  Lateef Mungin:  Communities focus on clean up as Issac weakens, CNN, 31. August 2012. Abgerufen am 6. September 2012 (englisch).